# Lijst van presidenten van Benin
Lijst van presidenten van de West-Afrikaanse staat Benin. Benin werd in 1960 onafhankelijk en heette tot 1975 Dahomey.

## Lijst van presidenten van Benin (1960-heden)
| President | President                                                           | Ambtstermijn                     | Ambtstermijn                     | Partij    |
| --------- | ------------------------------------------------------------------- | -------------------------------- | -------------------------------- | --------- |
|           | Hubert Maga (1916-2000)                                             | 1 augustus 1960                  | 27 oktober 1963                  | RDD       |
|           | Christophe Soglo                                                    | 27 oktober 1963                  | 25 januari 1964                  | Mil.      |
|           | Sourou Migan Apithy (1913-1989)                                     | 25 januari 1964                  | 27 november 1965                 | PD        |
|           | Justin Ahomadegbé-Tomêtin (1917-2002)                               | 27 t/m 29 november 1965          | 27 t/m 29 november 1965          | PD        |
|           | Tahirou Congacou                                                    | 29 november t/m 22 december 1965 | 29 november t/m 22 december 1965 | PD        |
|           | Christophe Soglo                                                    | 22 december 1965                 | 19 december 1967                 | Mil.      |
|           | Jean-Baptiste Hachème Voorzitter Revolutionaire Raad                | 19 t/m 20 december 1967          | 19 t/m 20 december 1967          | Mil.      |
|           | Iropa Maurice Kouandété Staatshoofd                                 | 20 t/m 21 december 1967          | 20 t/m 21 december 1967          | Mil.      |
|           | Alphonse Alley Staatshoofd                                          | 21 december 1967                 | 17 juli 1968                     | Mil.      |
|           | Émile Derlin Zinsou (1918-2016)                                     | 17 juli 1968                     | 10 december 1969                 | n/p       |
|           | Paul-Émile de Souza Voorzitter Directorium                          | 13 december 1969                 | 7 mei 1970                       | Mil.      |
|           | Hubert Maga (1916-2000) Voorzitter Presidentiële Raad               | 7 mei 1970                       | 7 mei 1972                       | Mil.      |
|           | Justin Ahomadegbé-Tomêtin (1917-2002) Voorzitter Presidentiële Raad | 7 mei 1972                       | 26 oktober 1972                  | PD        |
|           | Mathieu Kérékou (1933-2015)                                         | 26 oktober 1972                  | 4 april 1991                     | Mil./PRPB |
|           | Nicéphore Dieudonné Soglo (1934)                                    | 4 april 1991                     | 4 april 1996                     | PRB       |
|           | Mathieu Kérékou (1933-2015)                                         | 4 april 1996                     | 6 april 2006                     | FARD      |
|           | Yayi Boni (1952)                                                    | 6 april 2006                     | 6 april 2016                     | n/p       |
|           | Patrice Talon (1958)                                                | 6 april 2016                     | heden                            | n/p       |

### Afkortingen
In bovenstaande tabel staan een aantal afkortingen. Voor betekenis zie onderstaand:
| Afkorting | Naam                                                 | Vertaling                                    |
| --------- | ---------------------------------------------------- | -------------------------------------------- |
| PD        | Parti Démocratique                                   | Democratische Partij                         |
| RDD       | Rassemblement Démocratique du Dahomé                 | Democratische Unie van Dahomey               |
| UDD       | Union Démocratique du Dahomé                         | Democratische Unie van Dahomey               |
| PRPB      | Parti du Revolutionare Popular du Benin              | Partij van de Volksrevolutie van Benin       |
| PRB       | Parti du Renaissace du Benin                         | Partij van de Heropleving van Benin          |
| FARD      | Front d'Action pour le Rénouveau et le Développement | Actie-Front voor Vernieuwing en Ontwikkeling |
| Mil       | -                                                    | Militair                                     |
| N/P       | -                                                    | Partijloos                                   |